# Huși
Huși (jiddisch: הוש‎, Husj, ungerska: Huszváros, tyska: Hussburg) är en stad (municipiu) i länet Vaslui i det historiska landskapet Moldova i östra Rumänien. Staden som sannolikt grundades av husiter, hade 26 266 invånare år 2011.